# Mustelus norrisi
Espèce
Statut de conservation UICN

 DD  : Données insuffisantes
Mustelus norrisi est une espèce de requins de la famille des Triakidae.

## Répartition

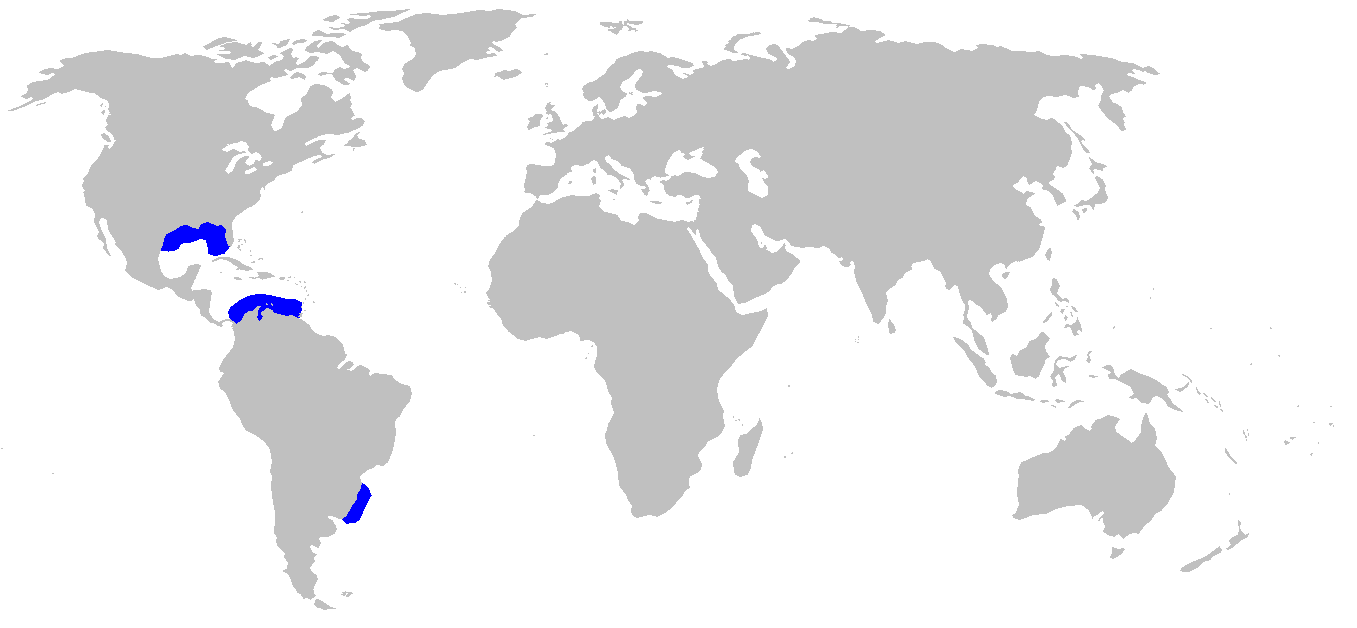
Carte de répartition de Mustelus norrisi.

Ce taxon a été recensé dans les eaux des pays suivants : Belize, Brésil, Colombie, Costa Rica, États-Unis, Guatemala, Honduras, Mexique, Nicaragua, Panama, Venezuela.

## Systématique
Le nom valide complet (avec auteur) de ce taxon est Mustelus norrisi Springer, 1939.

## Publication originale
- (en) Stewart Springer, « Two new Atlantic species of dog sharks, with a key to the species of Mustelus », Proceedings of the United States National Museum, Washington, Inconnu, vol. 86, no 3058,‎ 1939, p. 461–468 (ISSN 0096-3801 et 2377-6560, OCLC 1259735, DOI 10.5479/SI.00963801.86-3058.461, lire en ligne).